# Jota Horologii
Jota Horologii (ι Horologii, förkortat Jota Hor, ι Hor) som är stjärnans Bayerbeteckning, är en ensam stjärna belägen i den västra delen av stjärnbilden Pendeluret. Den har en skenbar magnitud på 5,40 och är synlig för blotta ögat där ljusföroreningar ej förekommer. Baserat på parallaxmätning inom Hipparcosuppdraget på ca 58,3  mas, beräknas den befinna sig på ett avstånd på ca 56 ljusår (ca 17 parsek) från solen. 

## Egenskaper
Jota Horologii är en vit till gul stjärna i huvudserien av spektralklass G0 Vp (tidigare G3 IV). Den har en massa som är ungefär 25 procent större än solens massa, en radie som är ca 1,2 gånger större än solens och utsänder från dess fotosfär ca 1,6 gånger mera energi än solen vid en effektiv temperatur på ca 6 100 K.
Spektrografisk analys tyder på att Jota Horologii måste ha bildats tillsammans med stjärnhopen Hyadernas stjärnor för ca 625 miljoner år sedan, men rör sig sakta bort och är för närvarande över 130 ljusår från sin ursprungliga plats. Stjärnans metallicitet matchar de överskott som finns i Hyaderna, vilket tyder på att metallerna (elementen tyngre än helium) i fotosfären inte förvärvats genom infallande planetmaterial.
Mätningar av magnetisk aktivitet med 1,5 m teleskopet vid det interamerikanska observatoriet Cerro Tololo visar att stjärnan har en 1,6-årig magnetisk aktivitetscykel, som sedan 2010 är den kortaste cykeln som hittills uppmätts för en stjärna av samma typ som solen, som har en 11-årig magnetisk aktivitetscykel. Den kan även ha en andra, längre cykel som modulerar 1,6-årscykeln.[9]

## Planetsystem
Planeten Jota Horologii b, som antas vara av Jupiters storlek, upptäcktes 1999 som ett resultatet av en undersökning av fyrtio stjärnor som började i november 1992. Eftersom planeten kretsar i en nära jordbana, rankades Jota Horologii som den 69:e i listan över kandidater till NASA:s planerade Terrestrial Planet Finder-uppdrag. År 2000 observerades en stoftskiva runt stjärnan, men det har senare visat sig att vara en instrumentell artefakt.
Baserat på avvikelser i radialhastighetskurvan antogs en planet i ett excentriskt omlopp med en period på cirka 600 dagar förekomma, men detta bekräftades inte och det verkar troligt att effekten berodde på egna aktiviteter på Jota Horologii.